# André Prenant
 (mai 2023).
Pour les articles homonymes, voir Prenant.
André Prenant, né à Paris le 4 avril 1926 et mort à Villejuif le 25 novembre 2010, est un géographe français.

## Biographie

### Famille
Fils de Marcel Prenant, biologiste et de Lucy Prenant, philosophe, il est un proche de la famille Chabrun Audibert et en particulier de Daniel Chabrun dont il est l'ami au lycée Henri-IV.
Il épouse Marie-Anne, le couple a trois enfants, Françoise Prenant, cinéaste et actrice, Olivier et Manuel.

### Seconde Guerre mondiale
Combattant de la France libre, il crée le maquis d'Achère décapité avant même d'avoir pu opérer. Parmi les membres de ce maquis, il y a Robert Rius (30 ans), artiste et « secrétaire » d'André Breton et du groupe Surréaliste depuis 1938. Il est considéré comme le chef de ce maquis. Il y a aussi Germinal Matta, 19 ans, étudiant FTP, fils d'Alba Matta, responsable FTP pour Paris. Les deux frères Ménégoz (Marco, poète dans la revue surréaliste La Main à plume et Robert — respectivement âgés de 17 et 19 ans), Charles-Jean Simonpoli, 33 ans.
Charles-Jean Simonpoli, Marco Ménégoz, Robert Rius, Germinal Matta, Laurent Poli sont fusillés par les nazis, le 21 juillet 1944, à la plaine de Chanfroy. Seuls ont échappé à cette exécution André Prenant et Robert Ménégoz.

### Carrière
Devenu géographe, André Prenant s'intéresse dès 1948 à la démographie algérienne dont il devient spécialiste mais plus largement à l'Algérie. il a joué un rôle majeur pour la production de l'important ouvrage, l'Algérie, passé et présent. Il a notamment engagé une collaboration bénévole avec le ministère du plan et contribué à la conception et à l'organisation du service de statistiques et du Commissariat National au Recensement de la Population. Il a contribué à la mobilisation de spécialistes français principalement des géographes en lien avec les professeurs Jean DRESCH et Jean CABOT et André RAYNAL ainsi qu'avec des statisticiens français. Il a joué un rôle important dans la mise en place du service de cartographie au sein du service des statistiques. Il a développé cette mobilisation en lien avec l'Institut de géographie d'Alger où exerçaient Maurice Benchetrit et Pierre Estorges, tous deux agrégés de géographie qui ont assuré les enseignements sous la supervision des professeurs J. Cabot, J. Dresch et A. Raynal.
Il a contribué décisivement à la mise en place d'un programme de réalisation de monographies communales et sectorielles confiées à des équipes d'étudiants français principalement inscrits à l'Institut de Géographie de Paris. Les monographies consistaient en une cartographie de communes et en observations et mesures de composantes démographiques, sociales et spatiales. Les travaux des étudiants se faisaient dans le cadre de leurs études de maitrise de géographie de l'Université de Paris VII.
Il a également contribué avec des géographes et spécialistes français et en collaboration avec les quelques très jeunes cadres algériens à l'accompagnement de la réalisation du premier recensement de la population algérienne réalisé en 1966.

## Publications
- À l'ombre du Quartier latin, Éditions France d'abord, coll. « Jeunesse héroïque », 1945, 30 pages
- Algérie passé et présent avec Yves Lacoste et André Nouschi
- Maghreb et Moyen-Orient : espaces et sociétés, coll. « CAPES et Agrégation » 1998
- coauteur du Livre noir du capitalisme, 1998
- Cahiers du Gremano[4] no 17, « Quelle crise en Algérie », 2002, université Paris Diderot
- Les Services publics et leurs dynamiques au Machreq et au Maghreb, 2004, L'Harmattan
- Articles sur l'Algérie dans l’Encyclopædia Universalis